# عبد العزيز الكبيسي
عبد العزيز حمدي عبد الرزاق الكبيسي عسكري محترف وضابط من ضباط الجيش العراقي السابق. كان معارضا لنظام الرئيس الراحل صدام حسين فحكم عليه بالسجن وبعد شموله بالعفو غادر إلى لندن.

## عودته إلى العراق
عاد إلى العراق بعد الغزو الأميركي للعراق في 2003 م وتسلم مناصب هامة في وزارة الدفاع أهمها مدير الاستخبارات العسكرية.

## المناصب التي تولاها
تسلم مناصب عدة منها مدير الاستخبارات العسكرية ثم مستشارا في مجلس الأمن القومي وآخرها مدير إدارة الأفراد في وزارة الدفاع.

## استقالته احتجاجاً على الفساد
استقال الفريق الركن عبد العزيز الكبيسي يوم الأربعاء 23/2/2011 م من منصب المدير العام في وزارة الدفاع العراقية وتخلى عن رتبته العسكرية ونزعها عن كتفيه أمام شاشات التلفزيون. وعقب هذه الخطوة اعتقلته قوة أمنية يومها من منزله ببغداد، كما اعتقلت جميع أفراد حمايته، وفق ما ذكرت العائلة.
ووصف الكبيسي الحكومة العراقية بالفاسدة، ودعا جميع الضباط لإعلان استقالتهم والالتحاق بركب المتظاهرين الذين قرروا الخروج في مظاهرة مليونية الجمعة 25 فبراير/شباط 2011 م. (انظر الاحتجاجات العراقية 2011).
وقد استجاب ثلاثة ضباط لهذه الدعوة وأعلنوا استقالاتهم والتحاقهم بالمظاهرات، أحدهم برتبة عقيد.
وكشف عدي الزيدي (أحد منظمي التظاهرات في العراق) أن 37 عنصرا من وزارة الداخلية قد استقالوا أيضا والتحقوا بجموع المتظاهرين.
وأكد رئيس حزب الأمة العراقية مثال الآلوسي أن الفريق عبد العزيز الكبيسي عسكري محترف تسلم مناصب عدة منها مدير الاستخبارات العسكرية وآخرها مدير إدارة الأفراد في وزارة الدفاع. وقال "إن رجلا في هذا المنصب والعمر لا يمكن أن يتفوه بمثل الكلام الذي قاله عبر شاشات التلفزيون دون أن يكون لديه إدراك ودلالات لما يقول"، ووصف الاتهامات التي وجهها الفريق عبد العزيز الكبيسي بالخطيرة.
من جهته قال الخبير الأمني العراقي العميد الدكتور وليد الراوي أن موقف الكبيسي مشرف للمؤسسة العسكرية العراقية الوطنية، وتوقع أن تشجع خطوته الكثير من الضباط والأفراد من منتسبي القوات المسلحة العراقية والأجهزة الذين قال إن فيهم الكثير يعملون لمصلحة العراق وليس لمصلحة أفراد أو أحزاب.
أما المحلل السياسي العراقي هارون محمد فقال أن استقالة الكبيسي جاءت بعد كشفه ما سماها مواطن الخلل في الحكومة العراقية ووزارة الدفاع التي أكد أنه اطلع عليها من خلال عمله مديرا للاستخبارات العسكرية ثم مستشارا في مجلس الأمن القومي ومديرا للأفراد في وزارة الدفاع.